# Teodor Mniewski
kpt. Teodor Mniewski (ur. 1839 w Wągłczewie, zm. kwiecień 1918 w Kwaskowie) – oficer w armii polskiej w czasach powstania styczniowego w 1863 roku. 

## Życiorys
Pochodził z Wągłczewa k. Sieradza. Syn Karola i Kornelii z Parczewskich. Studiował na Uniwersytecie Berlińskim. Początkowo walczył w oddziale jazdy sieradzkiej rtm. Władysława Rembowskiego. Po włączeniu tego oddziału do brygady gen. Edmunda Taczanowskiego został dowódcą 2 szwadronu jazdy w 1 pułku ułanów. Szwadron ten m.in. szarżował nieudanie na sotnię kozaków w Sędziejowicach 26 sierpnia 1863 r. W tym boju Teodor Mniewski został ciężko ranny, w następstwie czego amputowano mu rękę. 
Płk Franciszek Kopernicki pisał o nim:
”... dzielny i zacny por. Mniewski, lecz zanadto łagodny i miękki”.
Po upadku powstania mieszkał w Paryżu u wuja Teodora Morawskiego. Zmarł w wieku 80 lat w swoim majątku Kwaskowie w kwietniu 1918 roku.
Zmarli powstańcy 1863 roku zostali odznaczeni przez prezydenta RP Ignacego Mościckiego 21 stycznia 1933 roku Krzyżem Niepodległości z Mieczami.